# Pablo Álvarez (urugwajski piłkarz)
Pablo Álvarez, właśc. Pablo Álvarez Menéndez (ur. 7 lutego 1985 w Montevideo) – urugwajski piłkarz grający na pozycji prawego obrońcy w Boston River.

## Kariera klubowa

### Nacional
Pablo Álvarez zaczął trenować piłkę nożną w wieku sześciu lat. Pierwszym jego klubem był urugwajski Nacional. W styczniu 2007 roku został włączony do kadry pierwszego zespołu Nacionalu. Od razu wywalczył sobie miejsce w wyjściowej jedenastce drużyny z Montevideo. W urugwajskiej Primera División zadebiutował 17 lutego, w spotkaniu pierwszej kolejki sezonu Clausura 2007 z Central Español Montevideo. 21 lutego zanotował swój pierwszy występ w rozgrywkach Copa Libertadores. Na boisku spędził pełne 90 minut, a jego klub pokonał brazylijski SC Internacional 3:1. Álvarez zagrał we wszystkich sześciu meczach fazy grupowej Copa Libertadores 2007 i awansował ze swoim zespołem do drugiej rundy rozgrywek. Tam Nacional w dwumeczu pokonał meksykański klub Necaxa, a Álvarez wystąpił w obu spotkaniach. W ćwierćfinale Copa Libertadores, Nacional przegrał dwumecz z kolumbijskim Cúcuta Deportivo i odpadł z rozgrywek. Pablo Álvarez wystąpił w obu meczach przez pełne 90 minut. Po zakończeniu turnieju Clusura ligi urugwajskiej Álvarez grał ze swoim zespołem w turnieju Copa Artigas 2007, który decydował o udziale w międzynarodowych rozgrywkach klubowych w Ameryce Południowej, w następnym sezonie. Zawodnik wystąpił we wszystkich pięciu meczach i wywalczył z klubem pierwsze miejsce w turnieju, dzięki czemu Nacional awansował do rozgrywek Copa Libertadores 2008.

### Reggina
Po zakończeniu sezonu Álvarez przeszedł do włoskiej Regginy Calcio. 7 października 2007 roku zadebiutował w Serie A, w spotkaniu z US Palermo. Na boisku pojawił się w drugiej połowie meczu. W sumie, w sezonie 2007/2008 wystąpił w 12 ligowych spotkaniach. Zagrał również w trzech meczach Pucharu Włoch. Rok później zagrał w dziewięciu meczach Serie A, a jego zespół zajmując 18. miejsce w tabeli spadł do Serie B. Álvarez dwa razy wystąpił również w spotkaniach Pucharu Włoch.

### Wisła Kraków
21 lipca 2009 roku Pablo Álvarez został wypożyczony na rok do Wisły Kraków. 25 lipca zadebiutował w barwach Wisły Kraków, w meczu o Superpuchar Ekstraklasy przeciwko Lechowi Poznań. 1 sierpnia Álvarez zadebiutował w Ekstraklasie, w spotkaniu pierwszej kolejki z Ruchem Chorzów, wygranym przez Wisłę 2:0.

## Kariera reprezentacyjna
Álvarez ma za sobą jeden występ w reprezentacji Urugwaju. 12 września 2007 roku zagrał w spotkaniu z RPA. Wystąpił w tym meczu w pierwszym składzie reprezentacji, w 58 minucie spotkania został zmieniony przez Martína Cáceresa.

## Statystyki
(stan na 13 września 2010)
| Klub         | Sezon         | Liga             | Liga  | Liga   | Puchary krajowe | Puchary krajowe | Puchary kontynentalne | Puchary kontynentalne | Suma  | Suma   |
| Klub         | Sezon         | Liga             | Mecze | Bramki | Mecze           | Bramki          | Mecze                 | Bramki                | Mecze | Bramki |
| ------------ | ------------- | ---------------- | ----- | ------ | --------------- | --------------- | --------------------- | --------------------- | ----- | ------ |
| Nacional     | Clausura 2007 | Primera División | 12    | 0      | 5               | 0               | 10                    | 0                     | 27    | 0      |
| Reggina      | 2007–2008     | Serie A          | 12    | 0      | 3               | 0               | –                     | –                     | 15    | 0      |
| Reggina      | 2008–2009     | Serie A          | 9     | 0      | 2               | 0               | –                     | –                     | 11    | 0      |
| Wisła Kraków | 2009–2010     | Ekstraklasa      | 26    | 0      | 5               | 0               | –                     | –                     | 31    | 0      |
| Panserraikos | 2010–2011     | Super League     | 1     | 0      | 0               | 0               | –                     | –                     | 1     | 0      |
| Suma         | Reggina       | Reggina          | 21    | 0      | 5               | 0               | –                     | –                     | 26    | 0      |
| Suma         | Wisła Kraków  | Wisła Kraków     | 26    | 0      | 5               | 0               | –                     | –                     | 31    | 0      |